# Korpijärvi
Korpijärvi är en sjö i Haparanda kommun i Norrbotten och ingår i Sangisälvens huvudavrinningsområde. Sjön har en area på 1,26 kvadratkilometer och ligger 49 meter över havet. Sjön avvattnas av vattendraget Korpioja.

## Delavrinningsområde
Korpijärvi ingår i det delavrinningsområde (734950-185044) som SMHI kallar för Utloppet av Korpijärvi. Medelhöjden är 61 meter över havet och ytan är 16,14 kvadratkilometer. Det finns inga avrinningsområden uppströms utan avrinningsområdet är högsta punkten. Korpioja som avvattnar avrinningsområdet har biflödesordning 3, vilket innebär att vattnet flödar genom totalt 3 vattendrag innan det når havet efter 30 kilometer. Avrinningsområdet består mestadels av skog (59 procent) och sankmarker (26 procent). Avrinningsområdet har 1,26 kvadratkilometer vattenytor vilket ger det en sjöprocent på 7,8 procent.